# Печенюк Руслан Русланович
Русла́н Русла́нович Печеню́к (? — лютий 2022, бої за Запоріжжя) — український військовослужбовець, солдат Національної гвардії України, учасник російсько-української війни. Кавалер ордена «За мужність» III ступеня (2022, посмертно).

## Життєпис
Мешкав у Шаргородській територіальній громади Вінницької области.
Служив солдатом Національної гвардії України.
26.02.2022 близько 15:20 під час виконання бойового завдання поблизу н.п. Токмак Запорізької області зазнав поранень, несумісних з життям.
17.03.2022 похований на кладовищі м. Шаргород Вінницької області. 

## Нагороди
- Орден «За мужність» III ступеня (28 лютого 2022, посмертно) — за особисту мужність і самовіддані дії, виявлені у захисті державного суверенітету та територіальної цілісності України, вірність військовій присязі[1].